# Clemensia flava
Clemensia flava là một loài bướm đêm thuộc phân họ Arctiinae, họ Erebidae.